# NGC 5029
NGC 5029 is een elliptisch sterrenstelsel in het sterrenbeeld Jachthonden. Het hemelobject werd op 13 mei 1830 ontdekt door de Engelse astronoom John Herschel.

## Synoniemen
- NGC 5029
- UGC 8293
- MCG 8-24-87
- ZWG 245.32
- PGC 45880